# Creirwy
Creirwy, parfois appelée Creirfyw, est un personnage de la mythologie galloise.

## Étymologie
Selon Ifor Williams, le nom « Creirwy » viendrait des mots crair, "trésor", "chose aimée" et byw, "vivant".
Mais le deuxième composé de son nom pourrait venir de wy, œuf. Pour les anciens druides, l’œuf cosmique est une allégorie du chaos, le commencement de toutes choses.

## Littérature
Creirwy est un personnage du Mabinogion et de l’Hanes Taliesin (le conte de Taliesin), où elle est appelée tecaf forwyn o’r byd, la plus belle vierge du monde.
Elle est la fille de la magicienne Ceridwenn et de Tegid Voel (Tegid le Chauve). Née à Penllyn dans le Powys, au Pays de Galles, Creirwy (aussi appelée Llywy) a un frère, Morvran, le plus laid des garçons, ce qui lui vaut d’être surnommé Afangddu ou Avangddu (monstre noir). Elle a aussi un frère de lait (source à préciser), Gwion Bach, qui deviendra le barde Taliesin. Elle n’apparait pas dans les histoires d’Afangddu et de Taliesin.
Les Triades galloises parlent d’elles comme de l’une des trois plus belles vierges de l’Île de Bretagne :

« Les Trois Vierges de l'Île de Bretagne :

Creirwy fille de Ceridwenn,

Et Arianrhod fille de Dôn,

Et Gwen fille de Cywryd fils de Cryddon. »

Elle est mentionnée dans les Beirdd yr Uchelwyr, ainsi que Madog Benfras  et Tudur Aled.
Une autre légende, dans laquelle on trouve le héros Garwy Hir (Garwy le Long) ainsi que Hywel fils d'Einion  et Myfanwy  de Castell Dinar Brân (la forteresse de Brân), parle d'elle.

## Une déesse celtique
Le chercheur Edward Davies a comparé Creirwy à la Proserpine des druides bretons, et sa mère Ceridwenn à Cérès.
Le mythographe Jacob Bryant a avancé une théorie selon laquelle Creirwy et Ceridwenn seraient le même personnage.

## Sainte Creirwy
Creirwy (latin : Creirvia ; breton : Klervi) est aussi le nom d’une sainte bretonne du Pays de Galles qui vécut au VIe siècle. Elle était la fille de Sainte Gwenn Treirbron (aux trois seins) et la sœur du grand Saint Guénolé de Landévennec. D’après des hagiographies du saint, Sainte Creirwy aurait eu un œil, ou les deux, arrachés par une oie dans son enfance. Guénolé fit ouvrir le ventre de l’oie, récupéra l’œil/les yeux de sa sœur et le/les lui remit dans son/ses orbite(s). Creirwy recouvra alors miraculeusement la vue. Sainte Creirwy est donc patronne des aveugles. L’histoire a été immortalisée par une statue du XVIe siècle, à Keravézan Saint-Frégant ; appelée la fontaine de Saint Guénolé, elle représente Guénolé tenant l’oie et l’œil, avec la petite Creirwy à ses pieds,.
Toutefois, Sabine Baring-Gould et Fisher expliquent autrement la légende. « Creirwy » aurait souvent dit qu’elle devait la vue à Guénolé, mais en référence à un évènement beaucoup plus rationnel : dans son enfance, Guénolé l’aurait protégée d’une oie qui aurait failli lui arraché les yeux.